# Municipio de Marsh Grove
El municipio de Marsh Grove (en inglés: Marsh Grove Township) es un municipio ubicado en el condado de Marshall en el estado estadounidense de Minnesota. En el año 2010 tenía una población de 143 habitantes y una densidad poblacional de 1,54 personas por km².

## Geografía
El municipio de Marsh Grove se encuentra ubicado en las coordenadas 48°20′1″N 96°26′30″O / 48.33361, -96.44167. Según la Oficina del Censo de los Estados Unidos, el municipio tiene una superficie total de 92.97 km², de la cual 92,96 km² corresponden a tierra firme y (0 %) 0 km² es agua.

## Demografía
Según el censo de 2010, había 143 personas residiendo en el municipio de Marsh Grove. La densidad de población era de 1,54 hab./km². De los 143 habitantes, el municipio de Marsh Grove estaba compuesto por el 97,9 % blancos y el 2,1 % eran de una mezcla de razas. Del total de la población el 0 % eran hispanos o latinos de cualquier raza.